# Roberto Conti (ciclista)
Roberto Conti nacido el 16 de diciembre de 1964 en Faenza, es un exciclista italiano de los años 1980-90.

## Biografía
Pasó a profesional en 1986, destacó por sus habilidades como escalador. El año siguiente llegó decimoquinto en la clasificación final del 1987 y ganó el jersey blanco de mejor joven. En años posteriores se convirtió en un hombre de equipo, convirtiéndose en uno de los gregarios de más confianza de Marco Pantani en el Mercatone Uno. Al final de su carrera también hizo una valiosa contribución como gregario de Mario Cipollini.
En su historial cuenta con dos victorias, la etapa de Alpe d'Huez en el 1994, donde acabó sexto en la clasificación, y el Giro de Roma en 1999.
Terminó su carrera en 2003, sacrificándose de nuevo para Marco Pantani especialmente en el Giro de Italia, en lo que será el último año como profesional del "Pirata". Conti está ligado de una manera muy particular con el Giro de Italia: ha participado en 16 ediciones de la carrera llevando la maglia rosa 14 veces y acabando noveno en 1992. Varios han sido también sus participaciones en el Tour de Francia en 11 ocasiones y terminó 8 veces con dos colocaciones entre los diez primeros de la general (sexto en 1994 y décimo en 1997).
Roberto Conti es primo del exciclista y actual comentarista de la RAI Davide Cassani.

## Palmarés
1987
- Mejor joven del Giro de Italia

1994
- 1 etapa del Tour de Francia

1999
- Giro de la Romagna

## Resultados en las grandes vueltas
| Carrera         | 1986 | 1987 | 1988 | 1989 | 1990 | 1991 | 1992 | 1993 | 1994 | 1995 | 1996 | 1997 | 1998 | 1999 | 2000 | 2001 | 2002 | 2003 |
| --------------- | ---- | ---- | ---- | ---- | ---- | ---- | ---- | ---- | ---- | ---- | ---- | ---- | ---- | ---- | ---- | ---- | ---- | ---- |
| Giro de Italia  | -    | 15º  | 33º  | 12º  | 29º  | 42.º | 9º   | -    | 19º  | 89.º | -    | 18º  | 29º  | -    | 44.º | 55.º | 79.º | 56.º |
| Tour de Francia | -    | -    | -    | -    | 18º  | 29.º | 84.º | 14º  | 6º   | Ab.  | Ab.  | 10º  | 60.º | Ab.  | 16º  | -    | -    | -    |
| Vuelta a España | -    | -    | -    | -    | -    | -    | -    | -    | -    | -    | -    | -    | -    | -    | -    | 23º  | -    | -    |
| Mundial en Ruta | -    | -    | -    | -    | -    | -    | -    | -    | -    | -    | -    | -    | -    | -    | -    | -    | -    | -    |